# Elemrendszer
Az elemrendszer a matematikai sorozat, ill. vektor fogalmának egy fontos általánosítása. Szemléletesen, olyan elemeket tartalmazó, „rendezett multihalmaz”-szerű objektumot érthetünk elemrendszeren , amelyben az elemek „sorrendje” is számít (vagyis „rendezett”), és egy elem többször is előfordulhat (vagyis „multihalmaz-szerű”). A precíz definíció a „függvény” fogalmára alapul. Elsősorban elméleti, a halmazelmélet felépítésében szerepet játszó jelentősége van; önálló fogalomként való vizsgálata és gyakorlati alkalmazásai nem jellemzőek.

## Definíciós lehetőségek

### 1. (avult) definíció
Régebben előfordult a függvények olyan, kategóriaelméleti ihletésű definíciója, miszerint egy, az A,B halmazok közt ható f függvény az (A,B,Gf) rendezett elemhármas, ahol Gf a függvény ún. grafikonja, vagyis az A×B direkt szorzat egy balról egyértelmű és balról totális részhalmaza. Ebben az értelmezésben elemrendszeren egy függvény grafikonját értjük, az f függvény értelmezési tartományát pedig az elemrendszer indexhalmazának nevezzük.

### 2. definíció
Mivel a modern magyar szakirodalomban az A,B halmazok közt ható függvényt a fentitől eltérő, egyszerűsített módon értelmezik, nevezetesen az A×B direkt szorzat egy balról egyértelmű részhalmazaként (tehát tkp. azonosítva a függvényeket a grafikonjukkal), az elemrendszer fenti fogalma ebben a felépítésben lényegében semmiben sem különbözne a függvény fogalmától (tehát: az elemrendszer nem is önálló fogalom, csak egy célszerű jelölésmód). Célszerű ezért az A indexhalmazú elemrendszert mint „az A halmazon balról totális függvényt” definiálni.

## Nevek és jelölések
Ha f az A,B halmazok közt ható elemrendszer, akkor A-t az f elemrendszer indexhalmazának is mondjuk (elemeit indexeknek), magát a rendszert pedig a (ba)a∈A alakban is jelölhetjük, de szokás az (fa)a∈A is. Ha a rendszer elemei felsorolhatóak, akkor kerek zárójeleket alkalmazhatunk: (a1, a2 stb.)

## Elemrendszerek és sorozatok
Az elemrendszer annyiban általánosítása a sorozat fogalmának, hogy az indexhalmaz nem feltétlenül a természetes számok halmaza (értve ezen akár a nemnegatív, akár a pozitív egészeket), hanem tetszőleges halmaz lehet. A matematika bizonyos szituációiban szükség van ugyan indexekre, de a természetes számok alkalmazása szóba sem jöhet, vagy különféle nehézségeket okoz (például maguknak a természetes számoknak a halmazelméleti felépítésénél, definiálásánál).
Az elemrendszer felfogható a „rendezett n-es” (ld. például rendezett pár) fogalmának általánosításaként is, azzal a különbséggel, hogy egy elemrendszer akár végtelen sok elemet is tartalmazhat.